# 슈퍼갤즈
《슈퍼갤즈》(일본명 : 슈퍼 GALS! 고토부키 란(超GALS！寿蘭))는 후지이 미호나 원작의 만화이자 TV 도쿄에서 방영된 애니메이션이다. 제목의 超는 Super라고 읽는다.

## 등장인물
성우는 일본, 대한민국 순이다.
- 고토부키 란

색깔 :      빨간색
- 야마자키 미유

색깔 :      노란색
- 호시노 아야

색깔 :      파란색
- 아소우 유야(스즈무라 켄이치/최재익)

슈퍼 고교생 그랑프리 대회에서 2위를 한 꽃미남 소년으로 매사에 활발한 성격. 란을 좋아하고 있기 때문에 정작 란 앞에서는 당황해서 말을 제대로 못하기도. 정작 란은 유야를 '2위'라는 별명으로 부르며 친구 정도로만 생각하고 있고, 이 때문에 란의 마음을 잡기 위해 필사적인 노력을 하지만 결국 실패로 돌아가게 된다. 나중에는 마미와 사귀게 된다.
- 오토하타 레이(카미야 히로시/김영선)

유야와 항상 붙어다니는 꽃미남 소년으로, 슈퍼 고교생 그랑프리 대회에서 1위를 했다. 유야와는 달리 말수가 적고 냉철한 타입. 란에게 마음이 있었다는게 드러나지만 유야나 타츠키와 달리 표현을 잘 안해서 그런지 겉보기에는 그닥 크게 좋아한건 아니였던 듯.. 아야에게 이런저런 마음고생을 시키기도 하지만 나중엔 아야에게 마음을 열고 사귀게된다.
- 혼다 마미

- 쿠도 하루에(타카기 하루코/이용신)

마미와 항상 붙어다니는 소녀로 한 때 시부야의 폭력써클 '이글스'의 단원과 사귀었었다. 그러다가 어느 날 헤어지게 되는데 이를 미유의 '레지스탕스' 때문인 것으로 오해하고 최근에 와서 미유를 괴롭히다가 모든 것을 깨닫고 화해하게 된다. 이러한 특징을 제외하면 별다른 비중이 없는 편이다.
- 쿠로이 타츠키(오비 유키마사/유동균)

파라파라 댄스가 특기인 소년으로 마치다니시 고등학교 1학년생이다. 란이 중학생들에게 파라파라 댄스를 가르쳐줄 때 우연히 만났고 란에게 코믹한 프로포즈를 한 것이 받아들여지면서 란과 사귀게 된다. 하지만 란은 연애에 그다지 관심이 없는지라 정말 사귀고 있는지는 미지수. 항상 마주치는 레이에게 란을 빼앗길까 노심초사하지만 정작 유야에게는 알 수 없는 동지의식을 느끼고 멋대로 친구로 생각하고 있다. 란으로부터는 원숭이를 연상시키는 '타츠키치'로 불리고 있다.
- 고토부키 사요(쿠기미야 리에/이희수→여민정)

란의 여동생으로 인기 수사드라마 오다이바 COP의 광팬. 실제로 장래희망이 경찰인지라 남자친구 마사토와 함께 하루가 멀다하고 오다이바 COP을 따라하며 중학생 수사대를 자처한다. 말끝마다 '츄'를 붙이는 귀여운 소녀.
- 이와이 마사토(미야타 코우키/신용우)

사요의 남자친구로 역시 오다이바 COP의 광팬. 항상 사요와 함께 중학생 수사대 놀이를 하고 있다.
- 츠키노 카스미(사사모토 유코/이용신)

어렸을 때 자신을 도와줬던 갤을 동경한 나머지 자신도 시부야의 카리스마 갤이 되고자 노력하지만, 고토부키 란이 버티고 있어 쉽지 않은 상황. 그렇다보니 제멋대로 란을 자신의 라이벌로 간주하고 이런저런 골탕을 먹이지만 란에게는 씨알도 먹히지 않는다.
- 쿠로이 나오키(사카구치 다이스케/김광국)

타츠키의 동생으로 스케이트 보드를 자유자재로 탈 수 있는 활발한 소년. 처음 시부야에 왔을 적에는 란에게 푹 빠졌지만 타츠키와 사귄다는 것을 알고는 금방 미유에게 접근하는 등, 여자를 밝히고 있다. 최근에는 사요와 마사토의 형사 놀이에 끼어들어 중학생 수사대 3인방을 결성하였다.
- 고토부키 야마토(타카하시 히로키/김기흥)

란의 오빠로 현재 시부야의 한 파출소에서 근무하고 있는 현역 경찰관이다. 그렇다보니 가끔씩 란이 시부야에서 사고를 칠 때마다 이를 계도하느라 골머리를 앓고 있다. 한편으로는 일편단심 자신을 사랑하는 미유를 보고 쩔쩔매기도. 얼마 후 미유가 사실상 집에 돌아갈 수 없게 되자 자신의 집으로 데려가 부모님께 소개하고 결혼을 선언하는 멋진 모습을 보여주기도 했다.
- 나카니시(마나츠 류/홍범기)

란의 담임을 맡고 있는 교사로, 지각에 낙제를 밥먹듯이 하는 란 때문에 하루가 멀다하고 골치를 썩히고 있다. 하지만 이따금씩 란과 죽이 착착 맞기도 하는 등, 사이가 그렇게 나쁘지는 않다.
- 고토부키 타이조(마츠오 긴조[1]→타치키 후미히코/신용우)

란의 아버지로 현역 경찰. 집안 대대로 경찰이었던 것을 매우 자랑스럽게 생각하다보니 이따금씩 란이나 사요가 조금이라도 탈선의 조짐을 보이면 바로 공포의 자이언 트위스트를 보여준다. 문제는 회를 거듭할수록 빈도수가 높아지다보니 본인도 힘들어한다는 점. 한편으로는 어떻게든 란을 경찰로 만들기 위해 이런저런 노력을 하지만 번번이 실패로 끝난다.
- 고토부키 키요카(코바야시 유코/정유미)

란의 어머니로 역시 현역 경찰. 하지만 이렇다 할만한 활약상은 없고 단지 남편 타이조가 자이언 트위스트를 시전할 때 옆에서 피리를 부는 역할을 하는 정도가 눈에 띈다.
- 히메지마 토와(사이토 에리/여민정)

왕년에 시부야의 No.1
- 마츠다 유사쿠(카시이 쇼토/유동균)

드라마 오다이바 COP의 주인공.

## 애니메이션

### 방영
스튜디오 피에로와 TV 도쿄, 슈에이샤가 참여한 'GALS 프로젝트 2001'을 통해 제작되어 2001년 4월 1일부터 2002년 3월 31일까지 TV 도쿄 계열 방송사에서 매주 일요일 오전 8시 30분에 방영되었다. 또한 TBS 계열의 토호쿠 방송과 산인 방송, 닛폰 TV 계열의 야마가타 방송, 시코쿠 방송, 카고시마 요미우리 TV를 통해서도 방영되었다.

### 특징
원작과 달리 여러 가지 패러디가 많았다. 우선 나카니시 선생님의 대사중에 "교사 생활 25년"이 있는데 이는 〈근성 가엘〉의 마치다 선생님을 패러디한 것이며 사요와 야마토가 좋아하는 〈달려라! 오다이바 COP〉은 〈태양에 짖어라!〉와 〈춤추는 대수사선〉을 혼합한 패러디이다.
그리고 란이 즐겨 쓰는 '더블 통굽 부메랑'은 〈겟타로보〉에 나오는 기술을 패러디한 것이며, 나중에 란이 변신하게 되는 시부야 전사 제로큐문은 〈미소녀 전사 세일러 문〉을 패러디한 것이다. 그 외에도 여러 패러디가 있으며 특히 후반부로 갈수록 그 비중이 높다.
한편으로 아이캐치가 많이 나온다. 보통은 중간 CM를 전후해서 하나씩의 아이캐치가 있지만 이 작품에서는 장면이 전환될 때 여러 차례 아이캐치가 나온다. 그렇다보니 중간 CM을 전후해서는 구석에 타이틀 로고가 뜨는 것으로 대체되었다.

### 스태프
- 감독 / 코바야시 츠네오
- 제작 / TV 도쿄, 스튜디오 피에로
- 원작 / 후지이 미호나
- 시리즈 구성 / 쿠보타 마사시
- ©후지이 미호나 / 집영사, TV도쿄, 갤즈 프로젝트 2001

### 제공
- 소니 뮤직 엔터테인먼트
- 플레이스테이션
- 세가
- 토미
- 코나미
- 쇼와노트
- 반다이 비주얼
- 소니 픽처스 엔터테인먼트

### 대한민국
대한민국에서는 온미디어의 엔터테인먼트 채널이였던 퀴니를 통해 2004년 6월 1일 첫 방영한 이후, 방영분을 1기(1~26화)와 2기(27~52화)로 나눠 편성했으며 퀴니가 폐국되는 2007년 2월 28일까지 수시로 편성된 바 있다.
퀴니의 폐국 이후에도 2007년 3월 투니버스를 통해 1기 방영분이 방영되었으나 2기 방영분은 일부 회차만 방영된 바 있다. 2011년 7월 18일부터 애니맥스에서 방영 중이다.
한편 제23화 '도금된 교사'편의 경우에는 란이 비겁한 교사 군죠를 폭행하는 장면이 있는데, 최초 방송시 방송위원회의 심의가 보류되어 방영되지 않았었다. 그러나 이후 2차 방영 때부터는 편성되어 정상적으로 방영되었다.
성우진의 경우, 방송국이 온미디어계열 회사인 관계로 온미디어 전속성우들이 대거 출연하였다.

### 우리말 제작
- 번역 - 이소영
- 녹음&믹싱 - 이창휘
- 타이틀 CG - 허지선
- 넌리니어 - 심정희, 전완수
- 마스터 편집 - 이지혜
- 연출 - 계인선
- 기획 - Qwiny

### 주제곡
- 일본

OP 〈ア☆イ☆ツ〉(그☆녀☆석)
작사, 작곡 - 카나
편곡 - 노야마 아키오
노래 - dicot
ED 〈抱きしめたい〉(안아주고 싶어)
작사 - 타카기 이쿠노
작곡, 편곡 - 요시다 이사오
노래 - Jungle Smile
- 대한민국

OP 〈그 녀석〉
노래 - 김문선
연출 - 김정아
ED 〈끌어안고 싶어〉
노래 - 정여진
연출 - 김정아